# Muiderbrug
De Muiderbrug is een brug over het Amsterdam-Rijnkanaal tussen Diemen en Muiden en werd in 1972 gebouwd. De brug maakt deel uit van de A1. Aan de noordkant van de brug ligt een rijbaan voor lokaal- en fietsverkeer.
De huidige brug is de derde op deze plaats.

## Geschiedenis

### 1892 - 1933: draaibrug
Van 1892 tot 17 september 1933 lag er een smalle lage draaibrug over destijds nog het Merwedekanaal, waarover ook de Gooise tram reed.

### 1933 - 1972:Kilometerbrug

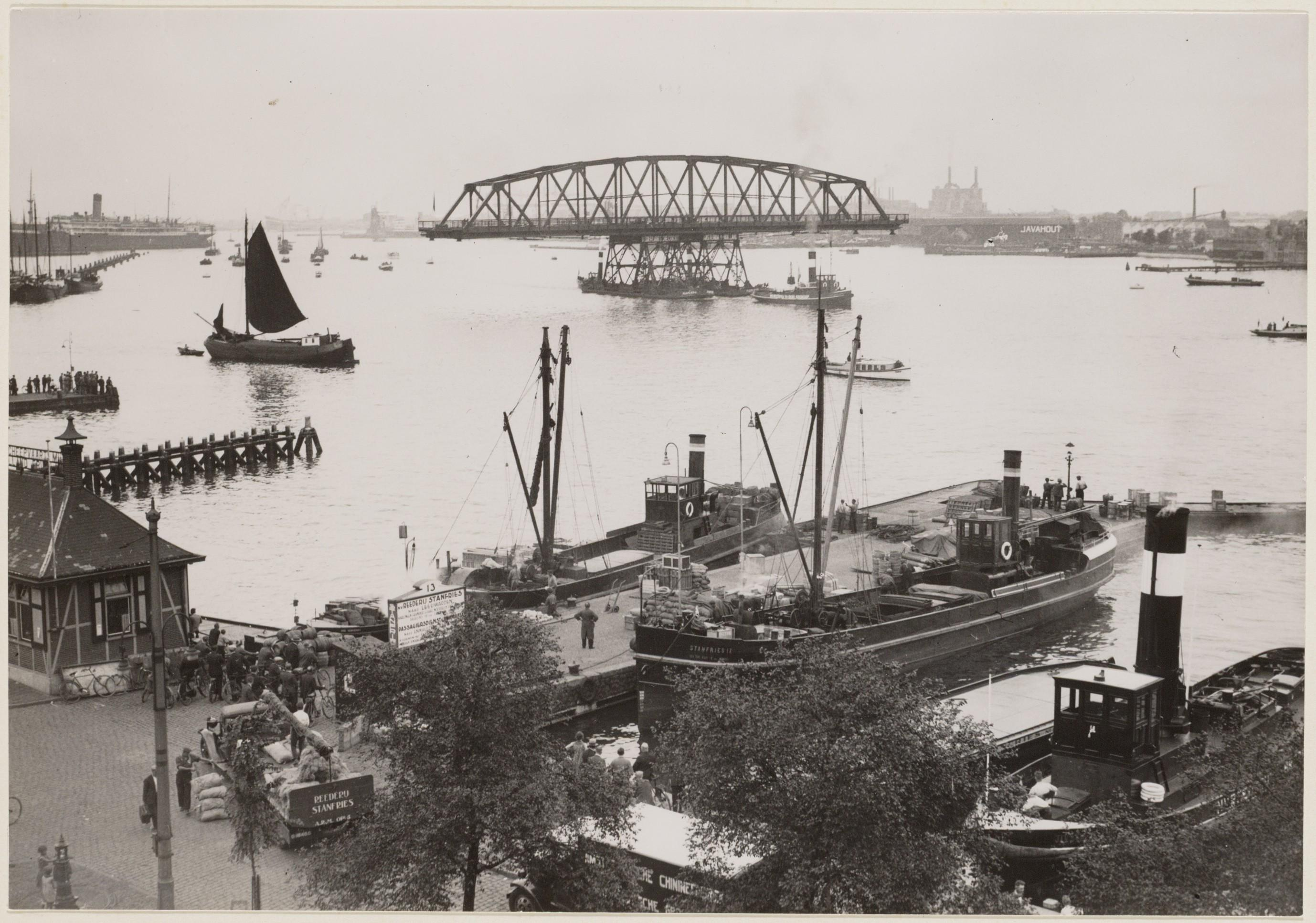
Een brugdeel van de Kilometerbrug wordt op 22 juni 1933 over het IJ versleept

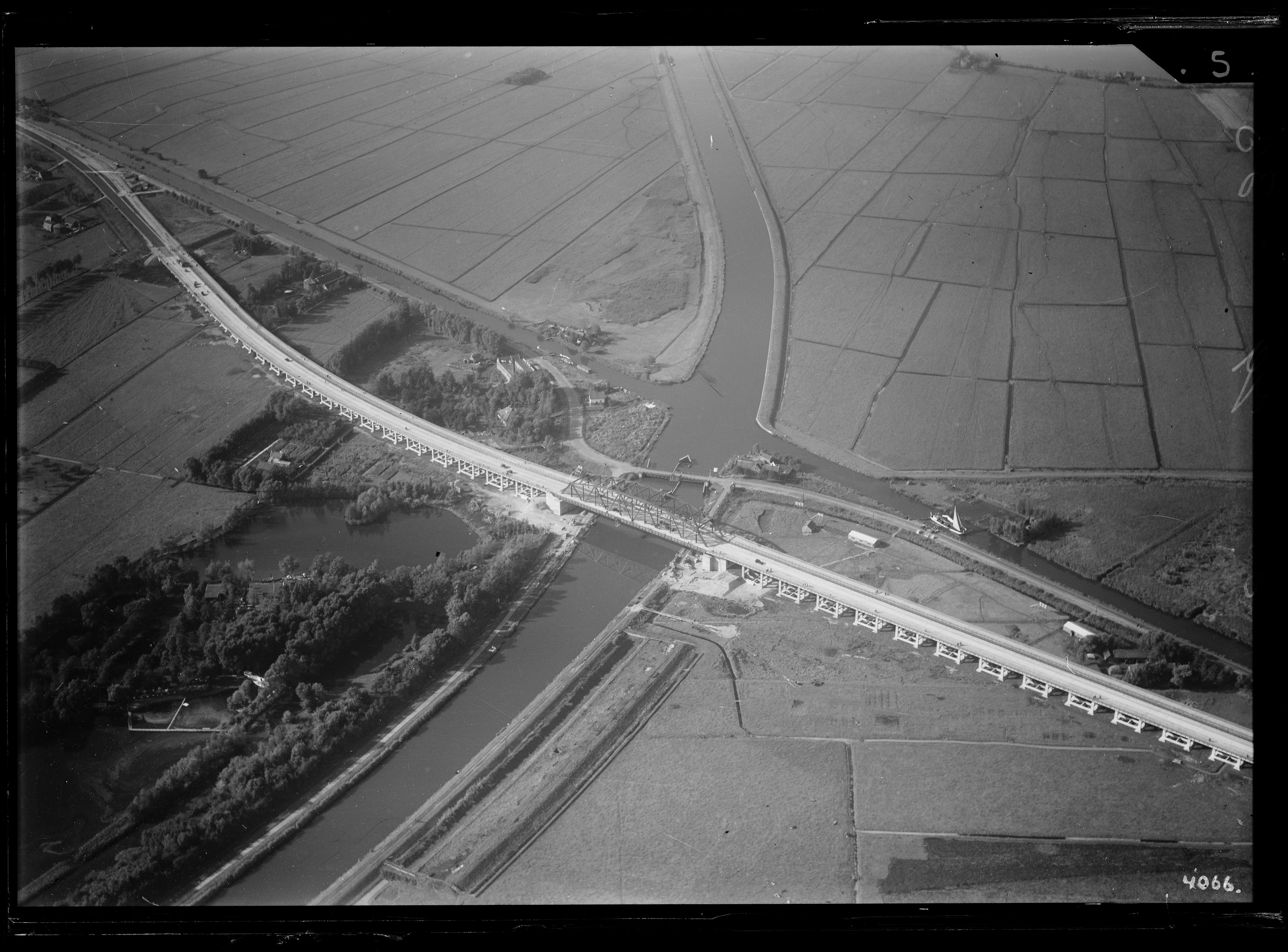
Luchtfoto van de Kilometerbrug in de periode 1933-1940.

Op die datum werd deze brug vervangen door een stalen boogbrug. Deze had de bijnaam Kilometerbrug omdat de lengte inclusief de opritten één kilometer zou zijn. Na de opening van de Muiderbrug in 1972 werd de Kilometerbrug in het voorjaar van 1974 op de westelijke oever van het kanaal geplaatst en gesloopt.

### 1972 - heden: Muiderbrug
De huidige brug is geopend in 1972. Deze brug had een betere capaciteit voor het drukkere wegverkeer en het kanaal kon ter plaatse verbreed worden
In 2009-2010 werd de brug verbouwd tot een tuibrug met zeventig meter hoge pylonen. De brug is breder geworden waardoor de aanleg van een wisselstrook mogelijk werd. Het scheepvaartverkeer (met name het containervervoer) ondervond hinder van de brug, omdat sommige schepen er niet onder door konden. Om dat probleem op te lossen werd de brug in het midden ongeveer 50 centimeter opgetild. Naast de nieuwe tuibrug is een aparte fietsbrug gebouwd.
In 2012 is begonnen met een groot wegenbouwproject rondom de brug. De A1 is verbreed en voor het verkeer van en naar de A9 is de Betlembrug naast de Muiderbrug gebouwd..

## Afbeeldingen

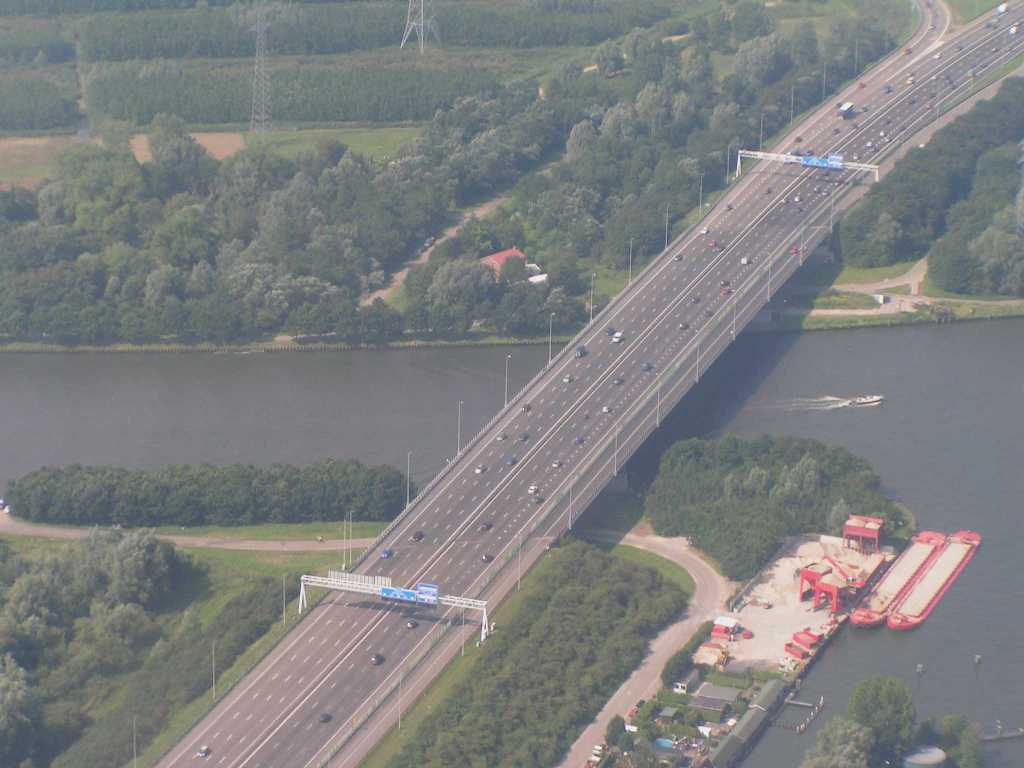
De Muiderbrug over het Amsterdam-Rijnkanaal in 2004, voor de verbouwing van 2009
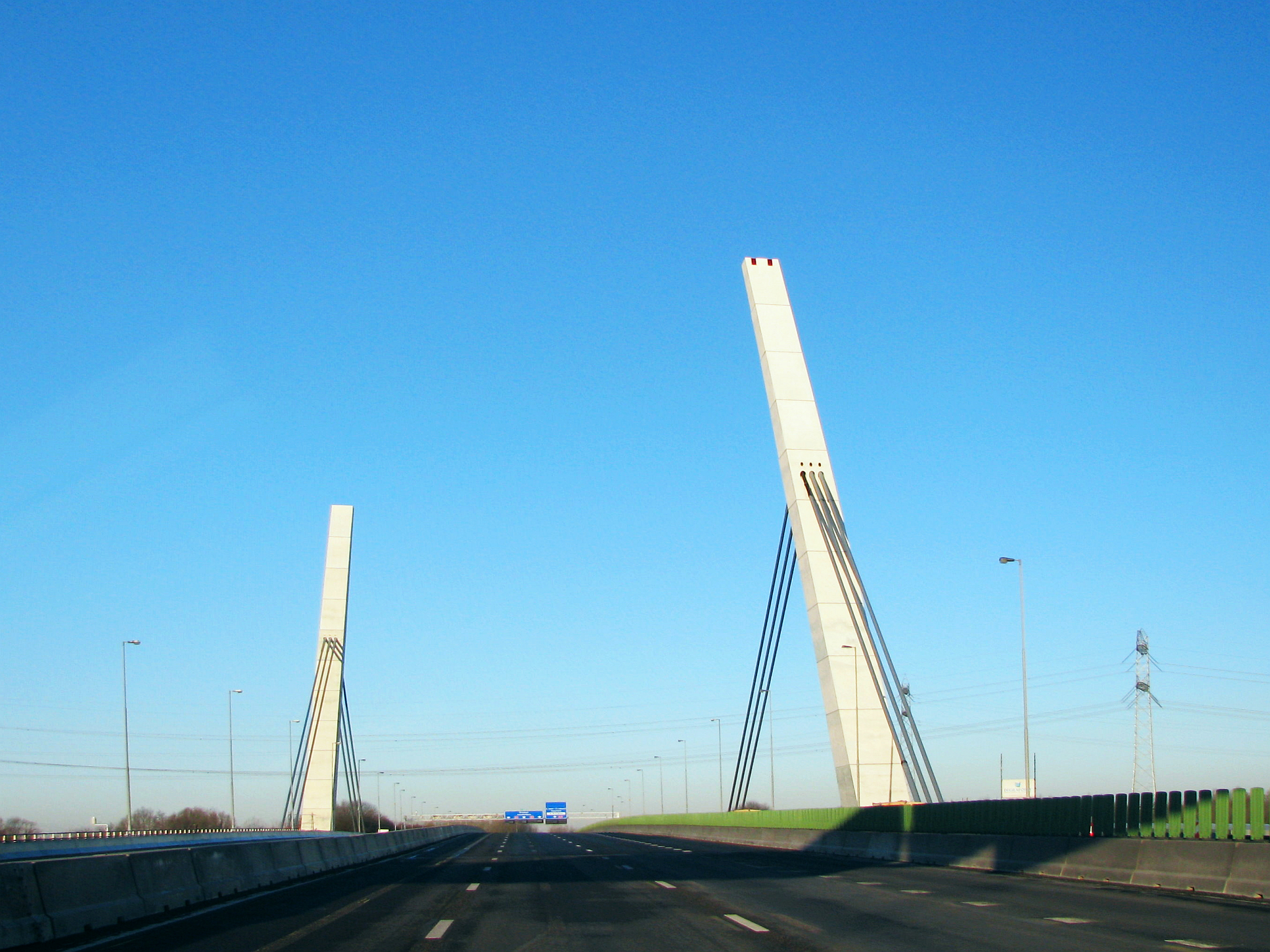
De Muiderbrug in 2010
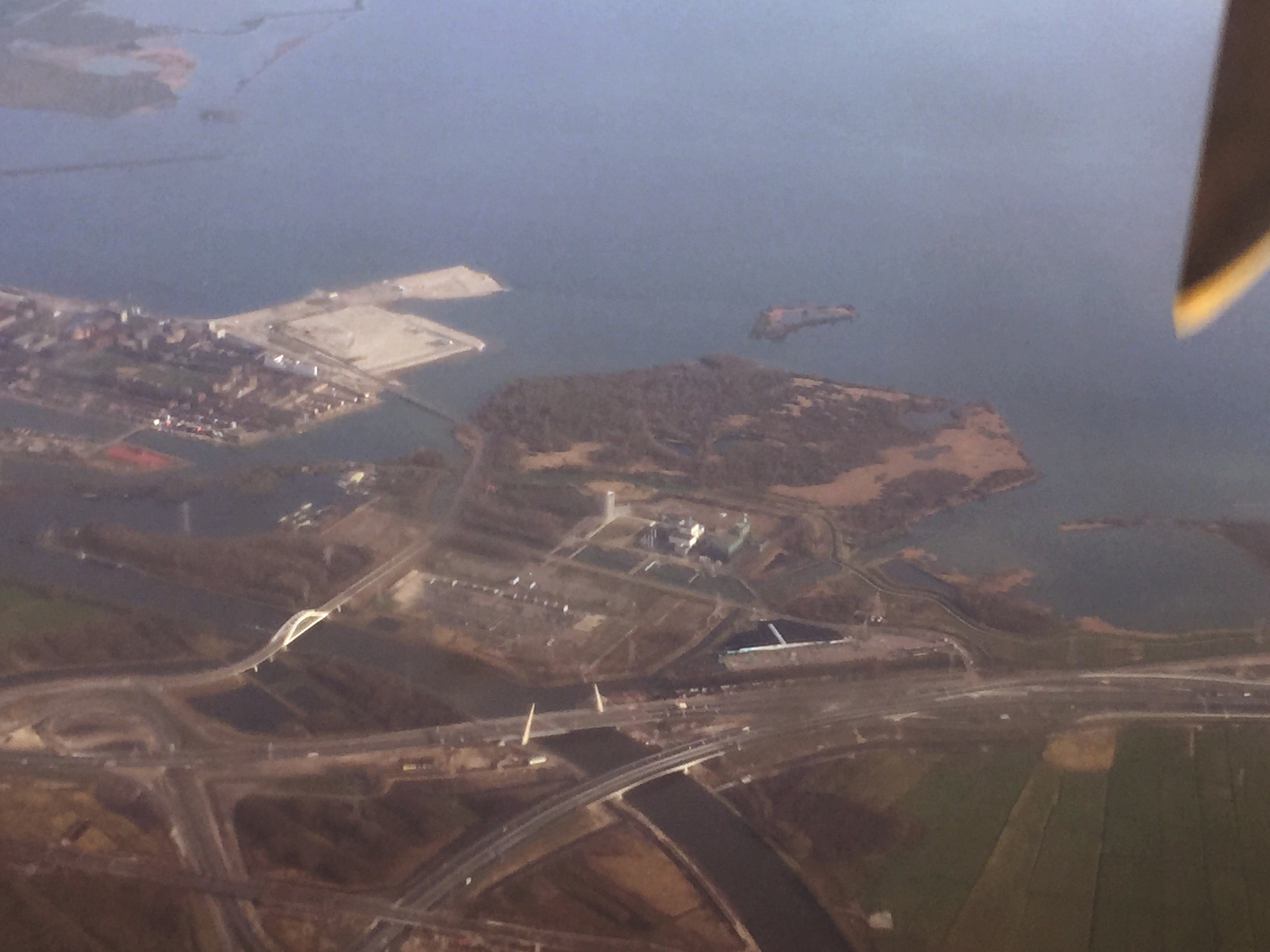
De Muiderbrug met erboven de Uyllanderbrug en eronder de Betlembrug